# Spreadtrum

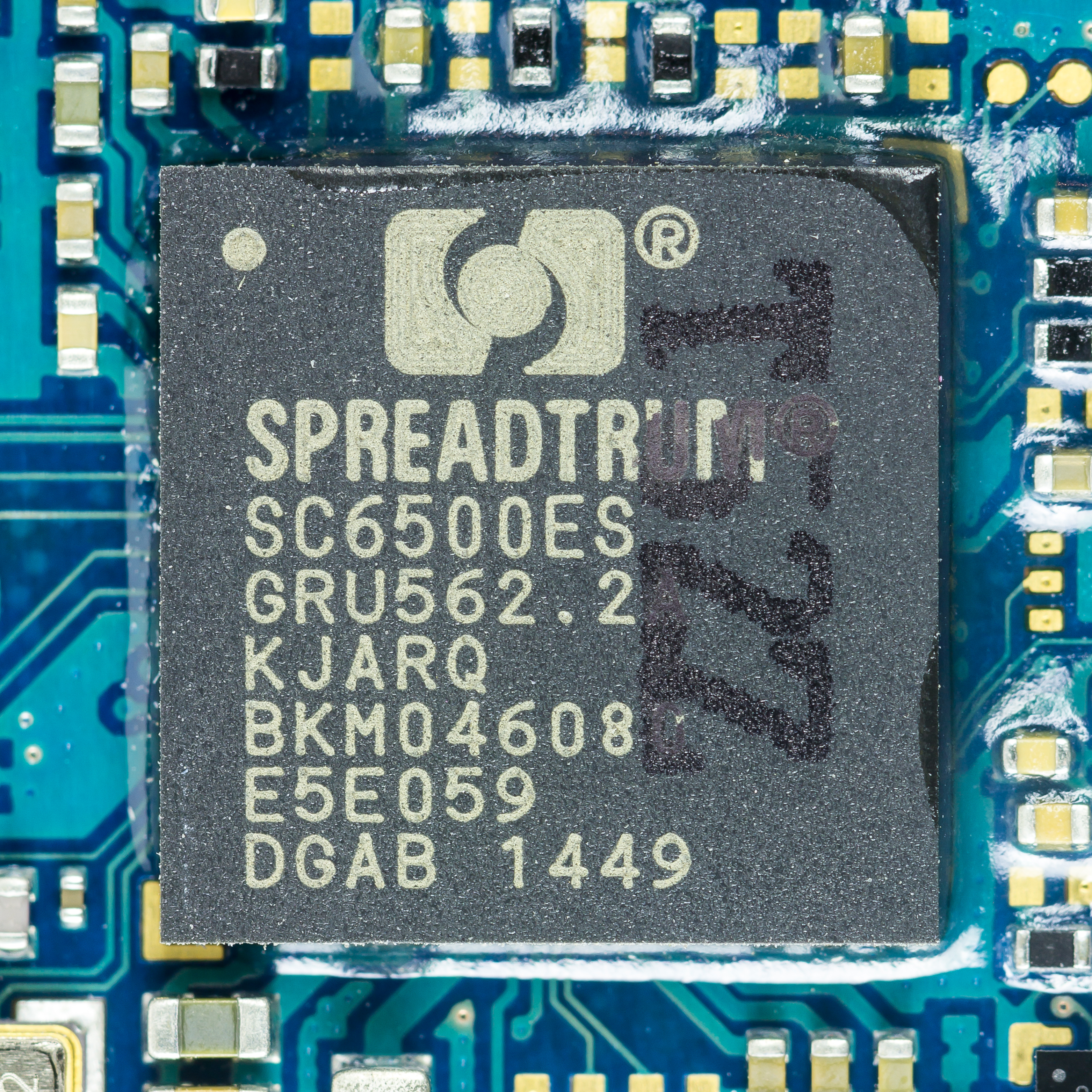
Spreadtrum SC6500ES

Spreadtrum Communications Inc. (chinois : 展讯通信有限公司 ; pinyin : zhǎnxùn tōngxìn yǒuxiàn gōngsī), généralement appelé Spreadtrum est un concepteur de microprocesseurs basé à Shanghai, en République populaire de Chine.
En 2011, la société fournissait des processeurs 2G pour 25 % du marché chinois ; en août 2014, cette société fabriquait des processeurs pour les réseaux 3G TD-SCDMA qui étaient utilisés par 11 % du marché chinois des smartphones.